# کوتا پسکه
 کوتا پسکه (انگلیسی: Květa Peschke؛ زادهٔ ۹ ژوئیهٔ ۱۹۷۵) یک تنیس‌باز اهل جمهوری چک است.